# Sebastian Tadros
Carl Sebastian Tadros, född 21 april 1997 i Mariestad, är en svensk youtubare, artist, DJ, musiker, låtskrivare, musikproducent och influencer.

## Biografi
Sebastian Tadros har på sin Youtube-kanal lagt upp bland annat musikvideor, vloggar, utmaningsvideor. 2023 medverkade han i TV-programmet Good luck guys Sverige på Prime Video där svenska youtubers och TikTokare kämpade om att överleva på öde strand i Thailand. Han ingick tillsammans med Johanna Öholm i det vinnande laget. År 2024 medverkade han i TV-programmet Kompani Svan.